# Audiencia Provincial de Orense

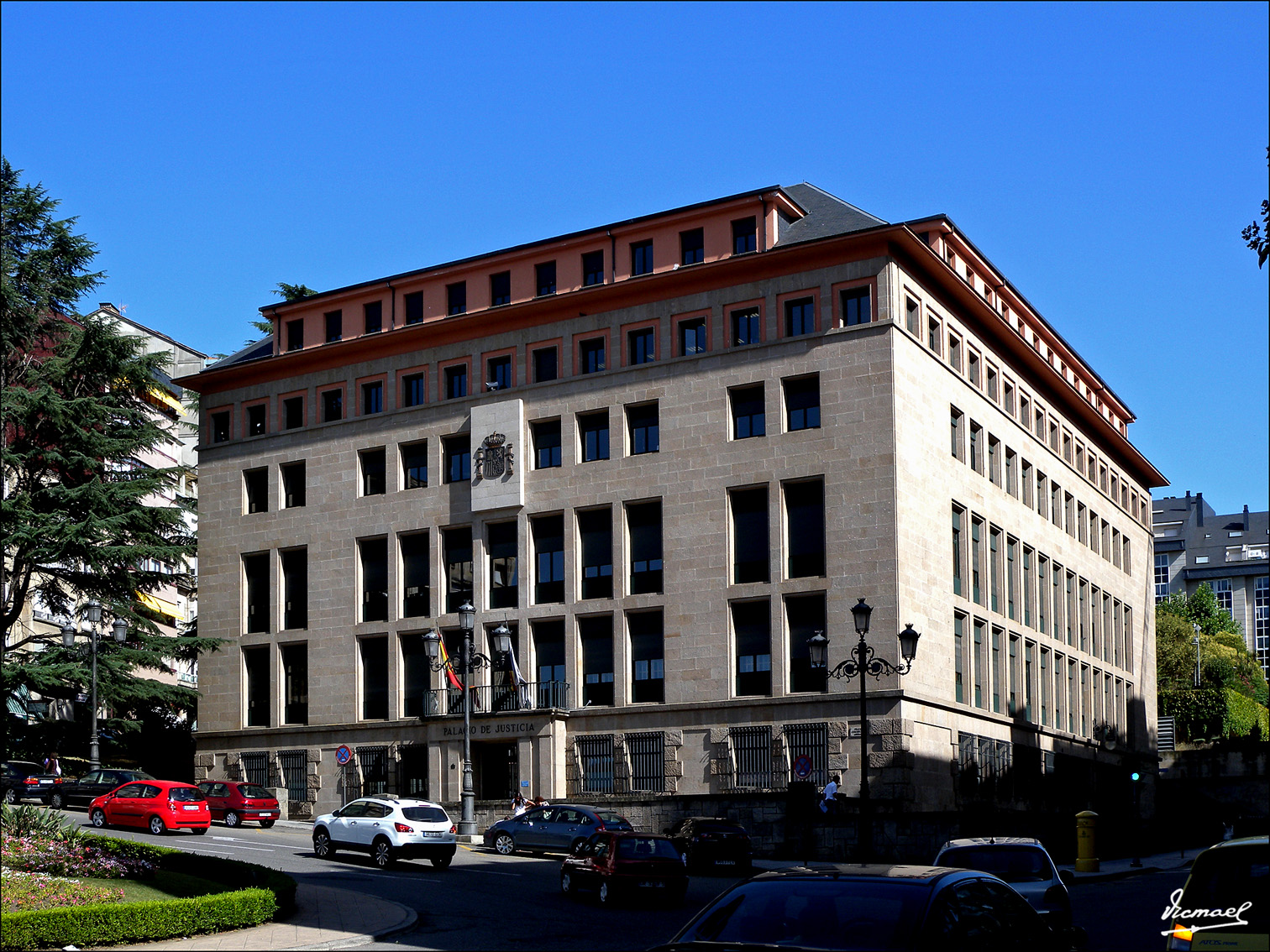
Palacio de Justicia de Orense, sede de la Audiencia Provincial de Orense.

La Audiencia Provincial de Orense es un tribunal de justicia que ejerce su jurisdicción sobre la provincia de Orense (España).
Conoce de asuntos civiles y penales. Cuenta con dos secciones: una civil (1) y una penal (2).
Tiene su sede en el Palacio de Justicia de Orense situado en la capital orensana. El actual presidenta de la Audiencia Provincial de Orense es, desde 2025, la magistrada Ana María del Carmen Blanco Arce.
Los magistrados que han desempeñado la Presidencia de la Audiencia Provincial de Orense con anterioridad a Ana María Blanco son: Antonio Piña Alonso (2014-2024), Fernando Alañón Olmedo (2005-2014), Jesús Cristín Pérez (1989-2005), Miguel Ángel Cadenas Sobreira (1986-1989), Ovidio Chamosa Sarandeses (1981-1986) y Francisco Marcos Rodríguez (1961-1981). 